# Un uomo senza patria
(Kurt Vonnegut)
Un uomo senza patria (A Man Without a Country) è una raccolta di brevi saggi, inizialmente pubblicati sulla rivista "In These Times", dello scrittore statunitense Kurt Vonnegut e raccolti nel 2005.
Dodici capitoli, introdotti da illustrazioni realizzate dallo stesso autore, che spaziano dall'importanza dell'umorismo ai ricordi dell'assedio di Dresda, dalla passione per il blues ai problemi legati alle nuove tecnologie.
Il nucleo principale è rappresentato da brani sulla moderna società americana, una critica profonda ad una patria in cui lo scrittore non riesce più a riconoscersi.

## Edizioni
Edizione originale 
- (EN) Kurt Vonnegut, A Man Without a Country, Seven Stories Press, 2005, ISBN 1-58322-713-X.

Edizioni italiane
- Kurt Vonnegut, Un uomo senza patria, traduzione di Martina Testa, collana Sotterranei, Minimum fax, 2006,  p. 116, ISBN 88-7521-090-X.